# William Zapata
William Zapata Brand (ur. 28 kwietnia 1988 w Cali) – kolumbijski piłkarz występujący na pozycji napastnika.